# Harold Carmichael
Lee Harold Carmichael (22 de setembro de 1949, Jacksonville, Flórida) é um ex-jogador de futebol americano que atuava na posição de wide receiver na National Football League. Ele jogou 13 temporadas pelo Philadelphia Eagles (1971-1983) e uma temporada pelo Dallas Cowboys (1984). Ele jogou college football na Southern University.  Atipico para o seu time, ele era muito alto (2,01 m).
Carmichael foi selecionado para 4 Pro Bowls em sua carreira na NFL e liderou a liga em recepções e jardas na temporada de 1973. Ele também terminou em terceiro na liga em 1978 com 1 072 jardas e ficou em segundo em touchdowns em 1979 com 11. Ele também foi o principal recebedor do Eagles no Super Bowl XV, com 6 recepções para 91 jardas. Ele terminou sua carreira com 590 recepções para 8 985 jardas com 79 touchdowns, junto com 64 jardas terrestres com 9 carregadas. Ele ainda é o 18º em recepções para touchdown na história da NFL.
Carmichael foi nomeado para o All-Decade Team dos anos 70 da NFL pelos eleitores da Pro Football Hall of Fame.
Carmichael é Diretor de Desenvolvimento e Alumni de Jogadores do Eagles.

## Números e honras

### Prêmios
- 4× selecionado para o Pro Bowl (1973, 1978, 1979, 1980);
- 2× selecionado Associated Press second-team All-Pro (1973, 1979);
- NFL 1970s All-Decade Team;
- Philadelphia Eagles Honor Roll.

### Estatísticas
- Recepções: 590
- Jardas: 8 985
- Touchdowns: 79